# Зеления фенер
Зеления фенер (на английски: Green Lantern) е общо название на няколцина супергерои, които първоначално се появяват в комиксите на ДиСи Комикс.
Всеки Зелен фенер притежава енергиен пръстен и енергиен фенер, които му осигуряват могъщ контрол над физическия свят, докато той има достатъчно воля и сила на духа да го упражнява. Пръстенът е едно от най-мощните оръжия в цялата вселена и може да бъде много опасен. Пръстенът е създаден от Пазителите на вселената, които дават подобни пръстени само на най-достойните кандидати. Тези избраници съставляват интергалактическата полиция, известна като Корпусът на зелените фенери (Green Lantern Corps).
Хора, които са се подвизавали под името „Зеления фенер“:
- Алън Скот
- Харолд „Хал“ Джордан
- Гай Гарнър
- Джон Стюърт
- Кайл Рейнър